# Diadasia chilensis
Diadasia chilensis är en biart som först beskrevs av Maximilian Spinola 1851.  Diadasia chilensis ingår i släktet Diadasia och familjen långtungebin. Inga underarter finns listade i Catalogue of Life.